# Synodontis multimaculatus
Synodontis multimaculatus är en fiskart som beskrevs av George Albert Boulenger 1902. Synodontis multimaculatus ingår i släktet Synodontis och familjen Mochokidae. IUCN kategoriserar arten globalt som otillräckligt studerad. Inga underarter finns listade i Catalogue of Life.